# Le Grand Alligator
Pour les articles homonymes, voir Alligator (homonymie).
Pour plus de détails, voir Fiche technique et Distribution.
Le Grand Alligator (Il fiume del grande caimano) est un film italien réalisé par Sergio Martino, sorti en 1979.

## Synopsis
Dans une région reculée d'Afrique, près d'un village kuma, un riche promoteur, Joshua, et sa compagne inaugurent leur nouveau complexe touristique, un luxueux hôtel au milieu de la forêt. Alors que les premiers touristes s'installent et que le photographe chargé de la publicité, Daniel Nessel, s'inquiète du comportement des indigènes à l'égard des Occidentaux présents, le cauchemar commence lorsqu'un gigantesque alligator tue un autochtone kuma et un mannequin. La bête sauvage n'est d'autre qu'un Dieu malfaisant invoqué par la tribu locale des Kumas, en colère depuis que leur terre a été détruite pour la construction de l'hôtel, pour qu'il extermine les envahisseurs et les vacanciers. Secondé par une anthropologue, Alice, Daniel tente de freiner le massacre.

## Fiche technique
- Titre original : Il fiume del grande caimano
- Titre français : Le Grand Alligator
- Réalisation : Sergio Martino
- Scénario : Cesare Frugoni, Ernesto Gastaldi, Sergio Martino et Mara Maryl
- Costumes : Barbara Pugliese
- Direction artistique : Massimo Antonello Geleng
- Montage : Eugenio Alabiso
- Musique : Stelvio Cipriani
- Photographie : Giancarlo Ferrando
- Production : Luciano Martino
- Sociétés de production : Dania Film et Medusa Produzione
- Pays de production : Italie
- Format : couleur - 2,35:1 - Mono - 35 mm
- Genre : horreur
- Durée : 89 minutes
- Dates de sortie : 
  - Italie : 3 novembre 1979
  - France : 11 juin 1980
- Public : Interdit aux moins de 12 ans

## Distribution
- Barbara Bach : Alice Brandt
- Claudio Cassinelli : Daniel Nessel
- Mel Ferrer : Joshua
- Romano Puppo : Peter
- Lory Del Santo : Jane
- Anny Papa : Laura
- Bobby Rhodes : l'homme de main de Joshua
- Geneve Hutton : Sheena
- Fabrizia Castagnoli : la mère de Minou
- Enzo Fisichella : Maurice, l'amant de la mère de Minou
- Silvia Collatina : Minou
- Richard Johnson : Jameson, le missionnaire
- Clara Colosimo : une touriste
- Peter Boom : le touriste avec le fusil
- Giulia D'Angelo : une touriste britannique
- Marco Mastantuono : un touriste britannique

## Autour du film
- Le tournage s'est déroulé au Sri Lanka.
- Richard Johnson, Claudio Cassinelli et Barbara Bach avaient déjà tourné ensemble dans Le Continent des hommes-poissons (1979), précédent film de Sergio Martino.
- Sorti en France en 1980 sous le titre Alligator, le film connu une première exploitation vidéo sous celui de Dieu alligator, avant d'être de nouveau renommé pour la sortie DVD[1]. Le titre original, quant à lui, pourrait être traduit par Le Fleuve du grand caïman.
- L'action du film est censé se dérouler en Afrique, or l'alligator est une espèce de l’Amérique du Nord et non du continent africain.